# Drepanepteryx
Genre
Drepanepteryx est un genre d'insectes névroptères de la famille des Hemerobiidae.

## Liste d'espèces
Selon EOL (20 juin 2025)
- Drepanepteryx algida (Erichson in Middendorff, 1851)
- Drepanepteryx calida (Krüger, 1922)
- Drepanepteryx falculoides Walker, 1860
- Drepanepteryx fuscata Nakahara, 1960
- Drepanepteryx oedobia Makarkin 1991
- Drepanepteryx phalaenoides (Linnaeus, 1758)
- Drepanepteryx punctata (Okamoto, 1905)
- Drepanepteryx ramosa Makarkin 1991
- Drepanepteryx resinata (Krüger, 1922)

Selon Fauna Europaea
- Drepanepteryx algida (Erichson in Middendorff, 1851)
- Drepanepteryx phalaenoides (Linnaeus, 1758)